# 1. FC Kaiserslautern
Pour les articles homonymes, voir FCK.
Maillots
Actualités
Dernière mise à jour : 23 avril 2025.
Le 1. FC Kaiserslautern (forme raccourcie de 1. Fussball-Club Kaiserslautern e.V) est un club de football allemand fondé le 2 juin 1900 et basé à Kaiserslautern, en Rhénanie-Palatinat. Il évolue en 2. Bundesliga, la deuxième division allemande de football.
Le 1. FC Kaiserslautern compte parmi les clubs allemands les plus titrés du championnat de Bundesliga avec quatre trophées remportés. Il est le seul club allemand à avoir été promu en Bundesliga et avoir directement remporté cette dernière en 1998. Le club a formé la légende de la Mannschaft, Fritz Walter, nom donné au stade du club par la suite.
Le club est mondialement connu en grande partie pour ses supporters, réputés pour être fidèles peu importe les divisions, ainsi que bouillants en tribune les jours de matchs.

## Historique
- 2 juin 1900 : Création du 'Fußballclub Kaiserslautern 1900' issu de la fusion de plusieurs clubs.
- 1909 : Fusion avec les clubs de 'Palatia' et 'Bavaria' pour former le 'FV 1900 Kaiserslautern'
- 1929 : Fusion avec 'SV Phönix 1910' le club est renommé : 'FVK/Phönix Kaiserslautern'
- 18 juillet 1931 : Le club est renommé 1.FC Kaiserslautern
- 1948 : Vice-champion d'Allemagne
- 1951 : Champion d'Allemagne
- 1953 : Champion d'Allemagne pour la deuxième fois de son histoire
- 1954 : Vice-champion d'Allemagne
- 1955 : Vice-champion d'Allemagne
- 1961 : Finaliste du DFB-Pokal face au SV Werder Bremen
- 1963 : Le club est membre fondateur de la Bundesliga
- 1972 : Finaliste du DFB-Pokal face au FC Schalke 04
- 1976 : Finaliste du DFB-Pokal face au Hamburger SV
- 1981 : Finaliste du DFB-Pokal face à l'Eintracht Frankfurt
- 1983 : Première qualification pour l'UEFA Cup
- 1990 : Vainqueur du DFB-Pokal
- 1991 : Champion de Bundesliga pour la troisième fois de son histoire et vainqueur du DFL-Supercup pour la première fois de son histoire
- 1994 : Vice-champion de Bundesliga
- 1996 : Relégation en 2.Bundesliga
- 1996 : Vainqueur du DFB-Pokal pour la deuxième fois de son histoire
- 1997 : Champion de 2.Bundesliga
- 1998 : Champion de Bundesliga pour la quatrième fois de son histoire
- 2003 : Finaliste du DFB-Pokal face au FC Bayern München
- 2010 : Champion de 2.Bundesliga pour la deuxième fois de son histoire
- 2017 : Le club termine dernier de la 2.Bundesliga et est donc relégué en 3.Liga
- 2022 : Le club termine troisième de 3.Liga et remonte en 2.Bundesliga
- 2024 : Finaliste du DFB-Pokal face au Bayer 04 Leverkusen

### Oberliga (1945–1963)

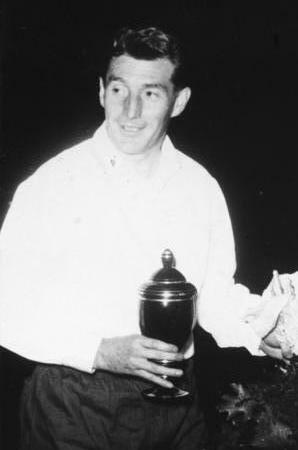
Fritz Walter, légende du 1. FCK, remporte deux titres de champion d'Allemagne et une Coupe du monde

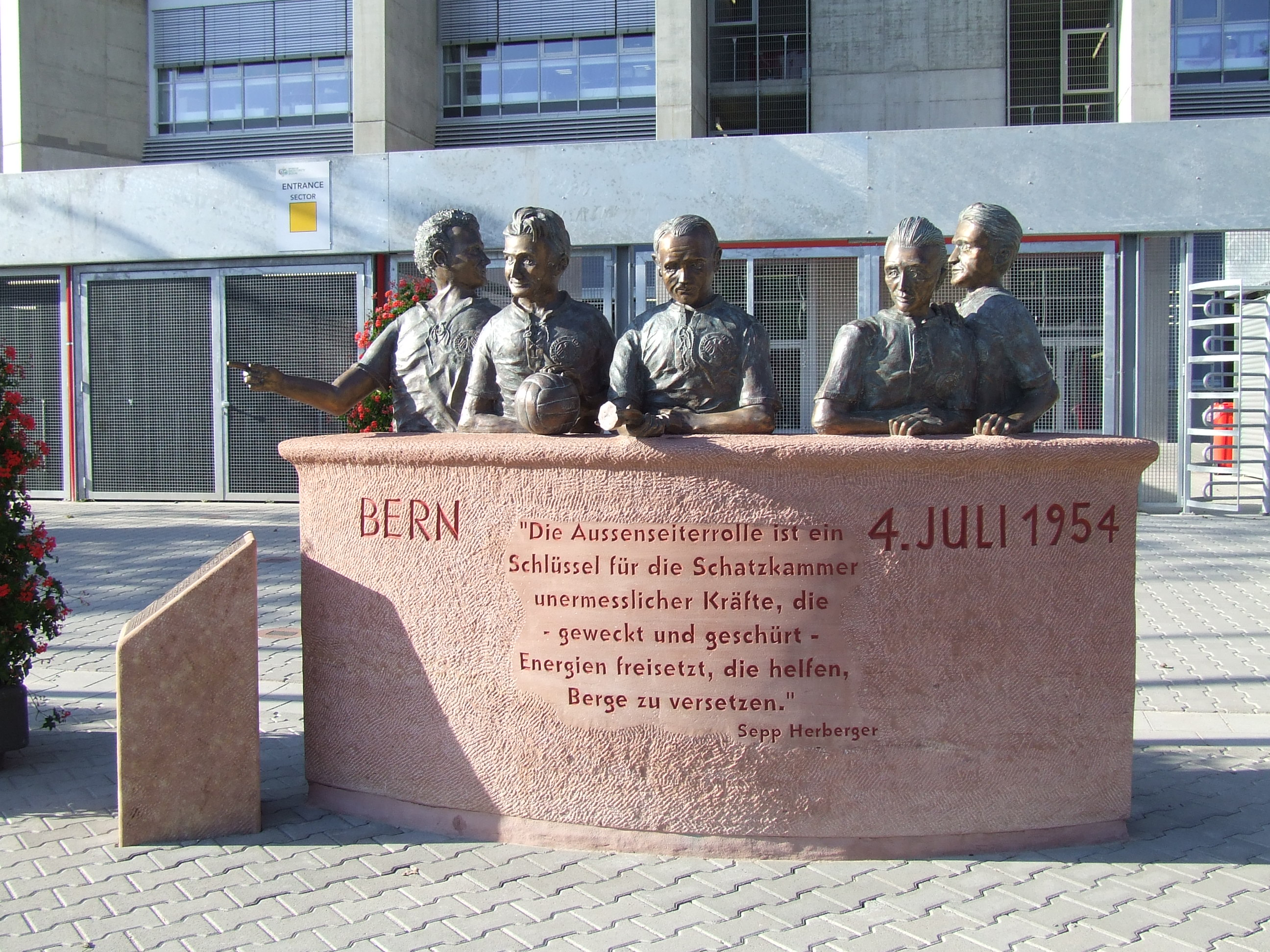
Statue en bronze des cinq joueurs du FCK ayant pris part au « miracle de Berne » à l'entrée du Fritz-Walter-Stadion de Kaiserslautern. De gauche à droite : Werner Liebrich, Fritz Walter, Werner Kohlmeyer, Horst Eckel et Ottmar Walter.

### Plus de trente saisons consécutives dans l'élite (1963–1996)
C'est une période faste pour le club.
Le FC Kaiserslautern atteint les demi-finales de la coupe de l'UEFA 1982 en éliminant le Real Madrid en quart de finale avec une mémorable victoire 5 buts à 0 au match retour à Kaiserslautern. Le club est éliminé par le futur vainqueur l'IFK Göteborg.
Le FC Kaiserslautern remporte la coupe d'Allemagne en 1990 puis le club devient champion d'Allemagne en 1991.
Le club participe à la coupe des clubs champions européens 1991-1992 (ancêtre de la ligue des champions) et est éliminé par le futur vainqueur, le FC Barcelone, au deuxième tour à l'issue d'une confrontation épique. Défait 2-0 en Espagne, le FC Kaiserslautern renverse la situation au match retour et mène 3-0 jusqu'à la 89e minute et la réduction du score du FC Barcelone par Bakero qui permet au club catalan de se qualifier grâce à la règle du but à l'extérieur.
Le club remporte également une nouvelle coupe d'Allemagne en 1996.
| Saison    | Clt. | Buts  | Points | Spectateurs |
| --------- | ---- | ----- | ------ | ----------- |
| 1963-1964 | 12   | 48:69 | 26:34  | 21.867      |
| 1964-1965 | 13   | 41:53 | 25:35  | 24.200      |
| 1965-1966 | 15   | 42:65 | 26:42  | 18.412      |
| 1966-1967 | 05   | 43:42 | 38:30  | 19.412      |
| 1967-1968 | 16   | 39:67 | 28:40  | 13.559      |
| 1968-1969 | 15   | 45:47 | 30:38  | 14.353      |
| 1969-1970 | 10   | 45:55 | 32:36  | 14.882      |
| 1970-1971 | 08   | 54:57 | 34:34  | 17.765      |
| 1971-1972 | 07   | 59:53 | 35:33  | 17.176      |
| 1972-1973 | 09   | 58:68 | 34:34  | 12.941      |
| 1973-1974 | 06   | 80:69 | 38:30  | 18.059      |
| 1974-1975 | 13   | 56:55 | 31:37  | 19.824      |
| 1975-1976 | 07   | 66:60 | 37:31  | 20.479      |
| 1976-1977 | 13   | 53:59 | 29:39  | 20.706      |
| 1977-1978 | 08   | 64:63 | 36:32  | 24.647      |
| 1978-1979 | 03   | 62:47 | 43:25  | 26.980      |
| 1979-1980 | 03   | 75:53 | 41:27  | 24.796      |
| 1980-1981 | 04   | 60:37 | 44:24  | 23.655      |
| 1981-1982 | 04   | 70:61 | 42:26  | 21.333      |
| 1982-1983 | 06   | 57:44 | 41:27  | 21.472      |
| 1983-1984 | 12   | 68:69 | 30:38  | 19.118      |
| 1984-1985 | 11   | 56:60 | 33:35  | 17.030      |
| 1985-1986 | 11   | 49:54 | 30:38  | 16.536      |
| 1986-1987 | 07   | 64:51 | 37:31  | 27.396      |
| 1987-1988 | 14   | 53:62 | 29:39  | 21.505      |
| 1988-1989 | 09   | 47:44 | 33:35  | 22.180      |
| 1989-1990 | 12   | 42:55 | 31:37  | 25.428      |
| 1990-1991 | 01   | 72:45 | 48:20  | 32.380      |
| 1991-1992 | 05   | 58:42 | 44:24  | 33.702      |
| 1992-1993 | 08   | 50:40 | 35:33  | 33.154      |
| 1993-1994 | 02   | 64:36 | 43:25  | 34.462      |
| 1994-1995 | 04   | 58:41 | 46:22  | 37.210      |
| 1995-1996 | 16   | 31:37 | 36     | 36.282      |

### Ère Rehhagel: le promu devient champion (1996–2000)
Au terme de la saison 1995-1996, le FC Kaiserslautern est relégué en deuxième division allemande. Otto Rehhagel devient l'entraineur de l'équipe. Le FC Kaiserslautern devient champion de deuxième division en 1997 et surtout devient pour la quatrième fois de son histoire champion d'Allemagne en 1998. Les grands artisans de ce succès sont Olaf Marschall, Andreas Brehme, Ciriaco Sforza notamment. Au sein de cette équipe figure également un jeune joueur allemand, Michael Ballack.
Grâce a son titre de Bundesliga en 1998 le FC Kaiserslautern accède à la Ligue des Champions 1998-1999 il finit premier de son groupe devant SL Benfica, PSV Eindhoven et le HJK Helsinki mais sera éliminé en quart de finale par le finaliste Bayern Munich
| Saison                                           | Clt. | Points | Buts  | Spectateurs |
| ------------------------------------------------ | ---- | ------ | ----- | ----------- |
| 1996-1997                                        | 01er | 68     | 74:28 | 36 709      |
| 1997-1998                                        | 01er | 68     | 63:39 | 38 000      |
| 1998-1999                                        | 05e  | 57     | 51:47 | 41 010      |
| 1999-2000                                        | 05e  | 50     | 54:59 | 40 220      |
| En rose, les saisons disputées en 2. Bundesliga. |      |        |       |             |

### Chute et nouvelle relégation (2000–2006)
À la fin de l’ère Rehhagel et par la suite, le club se trouve en difficulté, tant sur le plan sportif que sur le plan financier. Lors de ces années, le club recrute des joueurs internationaux d’expérience tels que Taribo West, Steffen Freund, Christian Nerlinger et Carsten Jancker. Ces acquisitions fort coûteuses, qui s‘avèrent être des échecs sportifs, obèrent le club.
Les premiers temps sous l’égide d’Andreas Brehme, le successeur de Rehhagel au poste d’entraîneur, sont marqués par le succès. À la fin du mois de mars 2001, le club est qualifié pour les demi-finales de la Coupe de l’UEFA et 3e au classement de la Bundesliga. C’est alors que les résultats sportifs du club s’effondrent. Quelque temps plus tard, c’est un scandale financier qui éclate. Le FCK est durement éliminé de la Coupe de l’UEFA contre le Deportivo Alavés, termine la saison à la 8e place et manque ainsi de se qualifier pour la Coupe de l’UEFA. Le FCK entame la saison 2001-2002 en égalant le record du Bayern Munich de sept victoires consécutives lors des sept premiers matchs, mais finit la saison à une décevante 7e place.
Lors de la saison suivante, le club est menacé par la relégation et frise l’insolvabilité. Pourtant, le successeur d’Andreas Brehme, le Belge Eric Gerets, remet l’équipe en selle et assure le maintien grâce à un parcours sensationnel après la trêve hivernale. Parallèlement, le FCK atteint la finale de la Coupe d’Allemagne, mais s’incline 1-3 face au Bayern Munich. Sur le plan économique, René Jäggi arrive à la présidence du club pour assainir les finances, mais une aide du Land de Rhénanie-Palatinat s’avère également nécessaire. Celui-ci rachète le Fritz-Walter-Stadion jusque-là détenu par le club.
Lors de la saison 2003-2004, le FCK est à nouveau en danger de descendre en deuxième division. Gerets doit laisser sa place à Kurt Jara et le maintien est assuré pour la deuxième saison consécutive. Après une saison 2004-2005 plutôt correcte ponctuée d'une 12e place, Kurt Jara, entraîneur peu apprécié des supporters, est démis de ses fonctions. Pour démarrer la saison 2005-2006, le club décide de faire confiance à Michael Henke, un entraîneur inexpérimenté. En raison d'un manque de résultats, Henke est limogé peu de temps après et l’ancien joueur du club Wolfgang Wolf s’assied sur le banc. Wolf ne peut inverser la tendance et le club descend en deuxième division pour la deuxième fois de son histoire. Lors de la dernière journée de championnat, le 13 mai 2006, un match nul face à Wolfsbourg, concurrent direct pour le maintien, ne suffit pas pour éviter la relégation.

### Quatre saisons de deuxième division (2006–2010)
| Saison                                           | Clt. | Buts  | Points | Spectateurs |
| ------------------------------------------------ | ---- | ----- | ------ | ----------- |
| 2006-2007                                        | 06   | 48:34 | 53     | 31.672      |
| 2007-2008                                        | 13   | 37:37 | 39     | 28.168      |
| 2008-2009                                        | 07   | 53:48 | 52     | 34.410      |
| 2009-2010                                        | 01   | 56:28 | 67     | 35.398      |
| En rose, les saisons disputées en 2. Bundesliga. |      |       |        |             |

### De retour dans l'élite (2010–2012)
Après la montée, le FCK enregistre les départs de Sidney Sam et Georges Mandjeck. L’attaquant vedette Erik Jendrišek quitte également le club. Malgré ces départs, le FCK fait un début de saison correct et atteint la trêve hivernale avec une 12e place et 21 points au compteur. Pour cela, l’équipe a surmonté une mauvaise passe marquée par l’obtention d’un seul petit point en sept rencontres, dont une défaite 0-5 contre le Borussia Dortmund. On retient de ce début de saison, deux remarquables performances : une éclatante victoire face au Bayern Munich (2-0), avec notamment un but somptueux d’Ivo Iličević, et une victoire 5-0 contre Schalke 04, paradoxalement marquée par un superbe geste défensif : une triple parade de Tobias Sippel face à Raúl. Au début de la phase retour, le FCK traverse une petite crise marquée par huit matchs sans victoire et devient relégable pour la première fois de la saison. Pourtant, le FCK se ressaisit, engrange 21 points lors des neuf dernières rencontres et ponctue la saison avec six victoires consécutives. Les Roten Teufel réussissent officiellement à se maintenir lors de l’avant-dernière journée en s’imposant face au VfL Wolfsbourg (2-1). Le FCK termine finalement la saison à une honorable 7e place. Srđan Lakić est l’un des grands artisans du maintien en terminant meilleur buteur de l’équipe avec 16 réalisations.

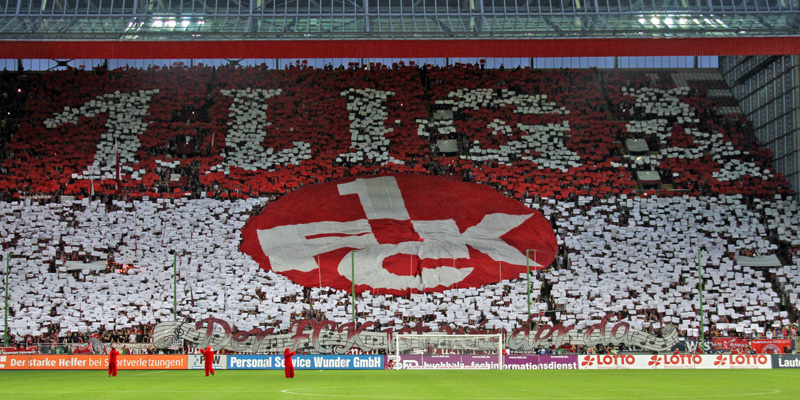
Tifo du virage ouest peu avant le coup d'envoi du match du 27 août 2010 contre le Bayern Munich (2-0)

La deuxième saison après la remontée est marquée sur le plan sportif par des problèmes offensifs. Arrivé en fin de contrat, le buteur prolifique, Srđan Lakić, quitte la Rhénanie-Palatinat pour le VfL Wolfsbourg. Que ce soit en début de saison ou lors de la trêve hivernale, aucun des attaquants recrutés pour pallier son départ ne répond aux attentes. Le FCK ne réussit pas à marquer le moindre but dans près de la moitié des 34 rencontres de championnat. Qui pis est, le FCK a suspendu son gardien de but titulaire, Tobias Sippel, pour raison disciplinaire pendant les trois quarts de la saison. Le FCK atteint la trêve hivernale à la dernière place. Les nouvelles recrues venues lors du mercato peinent à s’imposer et la deuxième partie de saison est une véritable débâcle. L’entraîneur Marco Kurz est limogé alors que la relégation semble inéluctable. Le 22 mai 2012, c’est Krasimir Balakov qui lui succède aux commandes de l’équipe. Mais il ne réussit pas à inverser la tendance et le club atteint le nombre de 21 matchs consécutifs sans victoire. Lors de la 32e journée, le FCK renoue enfin avec la victoire contre le Hertha Berlin (2-1), club lui aussi menacé par la relégation, mais ce succès, bien trop tardif, ne peut empêcher la descente du club en 2. Bundesliga.

### La remontée pour objectif (2012-2015)
Le 18 mai 2012, Krasimir Balakov est démis de ses fonctions d’entraîneur après seulement deux mois d’exercice afin de faire table rase de cette saison catastrophique et de repartir sur de nouvelles bases en 2.Bundesliga. Cinq jours plus tard, Franco Foda est officiellement présenté comme nouvel entraîneur de l’équipe. Le nouvel entraîneur fait le grand ménage dans l'effectif, si bien que l'équipe qui commence la saison est quasiment méconnaissable comparée à celle de la saison précédente. Seuls Tobias Sippel et Florian Dick, rares rescapés du naufrage en Bundesliga, conservent une place de titulaire tout au long de la saison. En plus des nombreuses recrues de qualité (Albert Bunjaku, Marc Torrejón, Alexander Baumjohann et Mohammadou Idrissou), Franco Foda impose des jeunes prometteurs au sein de l'effectif (Dominique Heintz, Hendrick Zuck, Steven Zellner et Willi Orbán). La nouvelle recrue Albert Bunjaku est nommée capitaine de l’équipe et forme un duo d’attaque prolifique avec Mohammadou Idrissou, également nouveau venu au club. Lors de la saison du retour en 2.Bundesliga, les deux attaquants marquent 30 buts à eux deux, soit plus de la moitié des buts inscrits par les Roten Teufel lors des 34 matchs. Le nouvel entraîneur prône un jeu porté sur l'offensive qui laisse souvent la défense trop exposée aux contres. Cependant, l’équipe concède trop de matchs nuls au cours de la saison, souvent après avoir mené au score, et doit se contenter de la troisième place, synonyme de barrage d’accession à la Bundesliga. Cette double confrontation l’oppose au 16e de la Bundesliga, le TSG 1899 Hoffenheim. Le FCK s’incline à deux reprises (1-3 à l’extérieur, puis 1-2 à domicile) et doit repartir pour une nouvelle saison en 2.Bundesliga.
Le club entame la saison 2013-2014 avec deux victoires consécutives. Néanmoins, le jeu est poussif et Franco Foda de plus en plus contesté. Il est limogé après la cinquième journée et un cinglant revers 0-4 sur la pelouse d'Aalen. Après un intérim infructueux, le club se retrouve à la 8e place au classement. Kosta Runjaic est nommé entraîneur et le FCK renoue avec le succès. À l'issue de la 15e journée, le club s'empare de la première place du classement. Mais trois défaites consécutives suivent et le FCK passe la trêve hivernale à la 3e place, à 8 points du leader, le 1. FC Cologne, et à 4 points de son dauphin, le SpVgg Greuther Fürth. Parallèlement, le FCK est toujours en lice pour les quarts de finale de la DFB-Pokal. Pour aborder la seconde partie de saison, le club se fait prêter Chinedu Ede et enregistre le retour de Srdjan Lakic. Simon Zoller, meilleur buteur de la première partie de championnat avec 10 réalisations, reste finalement au club après avoir été courtisé par le Fulham FC.

### La chute jusqu'en troisième division (2015-2018)
Lors de la saison 2015-2016, Kosta Runjaic démissionne après la 8e journée, le club qui n'a que neuf points, nomme l'entraîneur de l'équipe réserve, Konrad Fünfstück comme successeur. Le 1.FC Kaiserslautern termine la saison à la dixième place et renvoie Fünfstück. Pour la saison suivant le nouvel entraîneur est Tayfun Korkut, le club démarre de nouveau avec peine, seulement une victoire dans les neuf premiers matchs. Après une série de trois victoires le club chute de nouveau et à la trêve hivernale Tayfun Korkut démissionne, laissant la place à Norbert Meier. Lors des matchs retours le 1.FC Kaiserslautern resta au fond du classement et termine à la 13e place évitant de justesse lors de la dernière journée la place de barrage de relégation.
Lors de la saison 2017-2018, Norbert Meier est licencié après la 7e journée, son successeur est Jeff Strasser, qui reprend une équipe avec 2 points au compteur, il réussit à gagner dix points dans ses dix premiers matchs, mais ne rattrape jamais le retard et reste dans la zone rouge du championnat. En février Jeff Strasser doit abandonner son poste pour des raisons de santé, son remplaçant est Michael Frontzeck qui ne peut empêcher la relégation.
Pour la première fois de son histoire le 1.FC Kaiserslautern évoluera en 3.Liga.
Le club se bat pour le maintien en 3.Liga durant trois saisons jusqu'à la saison 2021-2022 où le club est promu vers la 2.Bundesliga, le 1. FC Kaiserslautern parvenant à s'imposer lors du barrage d'accession au niveau supérieur le 24 mai 2022 face au SG Dynamo Dresden (0-0 à l'aller puis victoire 0-2 au match retour),.

### Retour en 2. Bundesliga (depuis 2022)
Lors de la saison 2022-2023, le 1. FC Kaiserslautern termine à une honorable 9e place malgré une mauvaise série en fin de championnat. La saison suivante, le club termine 13e et évite de justesse sur la fin de championnat la relégation en 3.Liga, par ailleurs, le club réalise un parcours fantastique en DFB-Pokal en éliminant successivement le FC Rot-Weiß Koblenz au premier tour, le 1. FC Köln au deuxième tour, le 1. FC Nürnberg en 1/8ème de finale, le Hertha Berlin SC en 1/4 de finale et le 1.FC Saarbrücken en 1/2 finale de la compétition. Le club se retrouve en finale face au champion de Bundesliga et finaliste de l'UEFA Europa-League, le Bayer 04 Leverkusen  et s'incline 1-0 sur un but de Granit Xhaka à l'Olympiastadion devant 74 322 spectateurs. C'est la 8e finale du 1. FCK en DFB-Pokal de son histoire.

## Palmarès et statistiques

### Compétitions internationales, nationales et régionale
En matière de palmarès, le 1.FC Kaiserslautern fait partie des meilleurs clubs d'Allemagne.
Le club a remporté quatre fois le championnat de Bundesliga en 1951, 1953, 1991 et 1998 (seuls sept clubs font mieux), ainsi que deux DFB-Pokal en 1990 et 1996 et une DFL-Supercup en 1991. Kaiserslautern possède aussi deux championnat de 2.Bundesliga remporté en 1997 et 2010.
Sur le plan européen, le 1. FC Kaiserslautern ne possède aucun trophée, néanmoins, le club possède un quart de finale de Ligue des champions de l'UEFA ainsi que deux demi-finales de Coupe de l'UEFA.
| Compétitions internationales                                                                                        | Compétitions nationales | Compétitions régionales                                                  |
| --- | --- | ------------------------------------------------------------------------ |
| - Ligue des champions de l'UEFA (0) - Quart de finaliste : 1999 - Coupe de l'UEFA (0) - Demi-finaliste : 1982, 2001 | - 1. Bundesliga (4) - Champion : 1951, 1953, 1991, 1998 - Vice-champion : 1948, 1954, 1955, 1994 - DFB-Pokal (2) - Vainqueur : 1990, 1996 - Finaliste : 1961, 1972, 1976, 1981, 2003, 2024 - DFL-Supercup (1) - Vainqueur : 1991 - Finaliste : 1990, 1996 - Coupe d'Allemagne de football en salle (1) - Vainqueur : 1997 - 2. Bundesliga (2) - Champion : 1997, 2010 - DFL-Ligapokal - Demi-finaliste : 1999 et 2001 | - Champion de la zone d'occupation française (2) - Champion : 1947, 1948 |

### Bilan national et européen
Sur le classement général de la Bundesliga depuis sa création en 1963, le 1. FC Kaiserslautern se positionne à la onzième place de ce dernier derrière le Bayer 04 Leverkusen en 2024.
| Compétition                          | Part. | Meilleur parcours | Dern. | J    | V   | N   | D   | Bp   | Bc   | Diff. |
| ------------------------------------ | ----- | ----------------- | ----- | ---- | --- | --- | --- | ---- | ---- | ----- |
| Bundesliga                           | 44    | Champion (4)      | 2012  | 1492 | 575 | 372 | 545 | 2348 | 2344 | +4    |
| 2. Bundesliga                        | 14    | Champion (2)      | 2025  | 455  | 177 | 141 | 137 | 672  | 545  | +127  |
| 3.Liga                               | 4     | 3e                | 2022  | 150  | 53  | 53  | 44  | 211  | 184  | +27   |
| Ligue des champions                  | 2     | Quart de finale   | 1999  | 12   | 6   | 2   | 4   | 18   | 16   | +2    |
| Coupe des Coupes                     | 2     | 1er tour          | 1997  | 4    | 2   | 0   | 2   | 2    | 6    | -4    |
| Coupe de l'UEFA/Ligue Europa         | 13    | Demi-finale       | 2004  | 78   | 39  | 9   | 30  | 139  | 98   | +41   |
| Bilan toutes compétitions confondues | 79    |                   |       | 2191 | 852 | 577 | 762 | 3390 | 3193 | +197  |

Mise à jour novembre 2024.

## Identité du club

### Logos

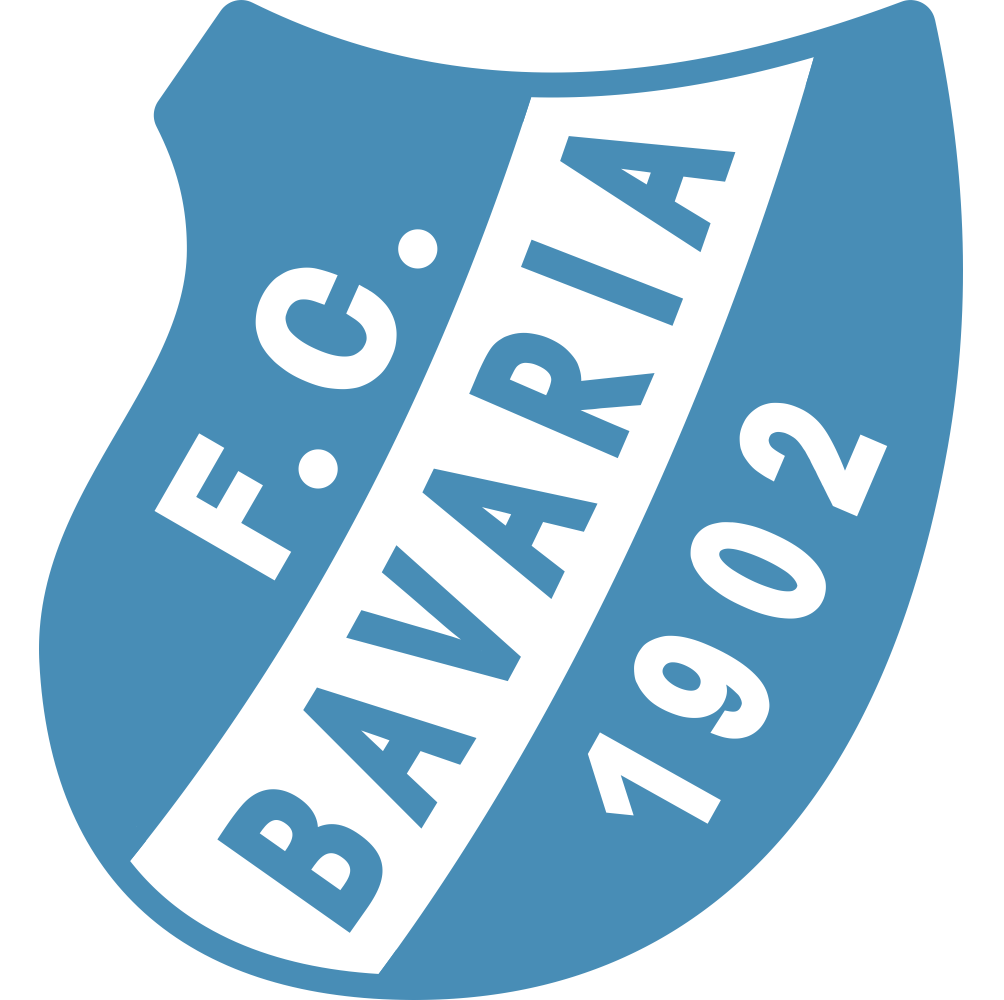
FC Bavaria 1902 Kaiserslautern
FV Kaiserslautern
FV Kaiserslautern
SV Phönix Kaiserslautern
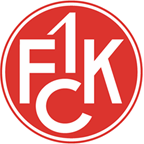
1. FC Kaiserslautern (1950–1965)
1. FC Kaiserslautern (depuis 1965)

## Effectif professionnel actuel
Le premier tableau liste l'effectif professionnel du 1. FC Kaiserslautern pour la saison 2024-2025.
En grisé, les sélections de joueurs internationaux chez les jeunes mais n'ayant jamais été appelés aux échelons supérieurs une fois l'âge-limite dépassé ou les joueurs ayant pris leur retraite internationale.

## Joueurs et personnalités du club

### Entraîneurs
| Nom                      | Nationalité       | Période chez le FCK | Période chez le FCK | Fin de contrat |
| Nom                      | Nationalité       | De                  | À                   | Fin de contrat |
| ------------------------ | ----------------- | ------------------- | ------------------- | -------------- |
| Richard Schneider (de)   | Allemagne         | 1er juillet 1950    | 30 juin 1961        | Licencié       |
| Günther Brocker (de)     | Allemagne         | 1er juillet 1961    | 27 février 1965     | Limogé         |
| Werner Liebrich          | Allemagne         | 28 février 1965     | 30 juin 1965        | Licencié       |
| Gyula Lóránt             | Hongrie           | 1er juillet 1965    | 30 juin 1967        | Licencié       |
| Otto Knefler (de)        | Allemagne         | 1er juillet 1967    | 4 mars 1968         | Limogé         |
| Egon Piechaczek (de)     | Pologne           | 5 mars 1968         | 6 mai 1969          | Limogé         |
| Dietrich Weise           | Allemagne         | 7 mai 1969          | 30 juin 1969        | Licencié       |
| Gyula Lóránt             | Hongrie           | 1er juillet 1969    | 9 mars 1971         | Limogé         |
| Dietrich Weise           | Allemagne         | 11 mars 1971        | 30 juin 1973        | Licencié       |
| Erich Ribbeck            | Allemagne         | 1er juillet 1973    | 30 juin 1978        | Licencié       |
| Karl-Heinz Feldkamp (de) | Allemagne         | 1er juillet 1978    | 30 juin 1982        | Licencié       |
| Rudolf Kröner (de)       | Allemagne         | 1er juillet 1982    | 21 mars 1983        | Limogé         |
| Ernst Diehl (de)         | Allemagne         | 22 mars 1983        | 30 juin 1983        | Intérimaire    |
| Dietrich Weise           | Allemagne         | 1er juillet 1983    | 26 octobre 1983     | Limogé         |
| Ernst Diehl (de)         | Allemagne         | 27 octobre 1983     | 1er novembre 1983   | Intérimaire    |
| Manfred Krafft (de)      | Allemagne         | 2 novembre 1983     | 30 juin 1985        | Licencié       |
| Hans Bongartz            | Allemagne         | 1er juillet 1985    | 11 novembre 1987    | Limogé         |
| Josef Stabel (de)        | Allemagne         | 12 novembre 1987    | 30 juin 1989        | Licencié       |
| Gerd Roggensack (de)     | Allemagne         | 1er juillet 1989    | 25 février 1990     | Limogé         |
| Karl-Heinz Feldkamp (de) | Allemagne         | 28 février 1990     | 30 juin 1992        | Licencié       |
| Rainer Zobel             | Allemagne         | 1er juillet 1992    | 7 juin 1993         | Limogé         |
| Friedel Rausch           | Allemagne         | 1er juillet 1993    | 23 mars 1996        | Limogé         |
| Eckhard Krautzun         | Allemagne         | 27 mars 1996        | 19 juillet 1996     | Limogé         |
| Otto Rehhagel            | Allemagne         | 19 juillet 1996     | 1er octobre 2000    | Retrait        |
| Andreas Brehme           | Allemagne         | 2 octobre 2000      | 25 août 2002        | Limogé         |
| Karl-Heinz Emig (de)     | Allemagne         | 26 août 2002        | 3 septembre 2002    | Intérimaire    |
| Eric Gerets              | Belgique          | 4 septembre 2002    | 2 février 2004      | Limogé         |
| Kurt Jara                | Autriche          | 3 février 2004      | 6 avril 2005        | Limogé         |
| Hans Werner Moser (de)   | Allemagne         | 7 avril 2005        | 30 juin 2005        | Intérimaire    |
| Michael Henke (de)       | Allemagne         | 1er juillet 2005    | 19 novembre 2005    | Limogé         |
| Wolfgang Wolf (de)       | Allemagne         | 21 novembre 2005    | 11 avril 2007       | Limogé         |
| Wolfgang Funkel          | Allemagne         | 11 avril 2007       | 27 juin 2007        | Intérimaire    |
| Kjetil Rekdal            | Norvège           | 28 juin 2007        | 9 février 2008      | Limogé         |
| Alois Schwartz (de)      | Allemagne         | 9 février 2008      | 12 février 2008     | Intérimaire    |
| Milan Šašić (de)         | Croatie           | 13 février 2008     | 4 mai 2009          | Limogé         |
| Alois Schwartz (de)      | Allemagne         | 4 mai 2009          | 17 juin 2009        | Intérimaire    |
| Marco Kurz (de)          | Allemagne         | 18 juin 2009        | 21 mars 2012        | Limogé         |
| Krasimir Balakov         | Bulgarie          | 22 mars 2012        | 18 mai 2012         | Limogé         |
| Franco Foda              | Allemagne         | 1er juillet 2012    | 29 août 2013        | Limogé         |
| Oliver Schäfer           | Allemagne         | 30 août 2013        | 15 septembre 2013   | Intérimaire    |
| Kosta Runjaic            | Allemagne         | 16 septembre 2013   | 23 septembre 2015   | Retrait        |
| Konrad Fünfstück         | Allemagne         | 23 septembre 2015   | 20 mai 2016         | Limogé         |
| Tayfun Korkut            | Turquie/Allemagne | 15 juin 2016        | 27 décembre 2016    | Retrait        |
| Norbert Meier            | Allemagne         | 3 janvier 2017      | 20 septembre 2017   | Limogé         |
| Jeff Strasser            | Luxembourg        | 27 septembre 2017   | 24 janvier 2018     | Retrait        |
| Michael Frontzeck        | Allemagne         | 1er février 2018    | 1er décembre 2018   | Limogé         |
| Sascha Hildmann          | Allemagne         | 6 décembre 2018     | 16 septembre 2019   | Limogé         |
| Boris Schommers          | Allemagne         | 19 septembre 2019   | 29 septembre 2020   | Limogé         |
| Jeff Saibene             | Luxembourg        | 2 octobre 2020      | 30 janvier 2021     | Limogé         |
| Marco Antwerpen          | Allemagne         | 1er février 2021    | 10 mai 2022         | Limogé         |
| Dirk Schuster            | Allemagne         | 10 mai 2022         | 30 novembre 2023    | Limogé         |
| Dimitrios Grammozis      | Grèce             | 3 décembre 2023     | 13 février 2024     | Limogé         |
| Friedhelm Funkel         | Allemagne         | 14 février 2024     |                     |                |

### Joueurs emblématiques
- Halil Altıntop
- Michael Ballack
- Mario Basler
- Hans Bongartz
- Hans-Peter Briegel
- Youri Djorkaeff
- Ismaël Bouzid
- Horst Eckel
- Jan Eriksson
- Steffen Freund
- Friedhelm Funkel
- Ronnie Hellström
- Carsten Jancker
- Miroslav Kadlec
- Tomasz Kłos
- Miroslav Klose
- Aleksander Knavs
- Werner Kohlmeyer
- Oliver Schaefer
- Pavel Kuka
- Stefan Kuntz
- Bruno Labbadia
- Werner Liebrich
- Olaf Marschall
- Michael Mifsud
- Murat Yakın
- Otto Rehhagel
- Wynton Rufer
- Roland Sandberg
- Michael Schjønberg
- Mark Schwarzer
- Ciriaco Sforza
- Klaus Toppmöller
- Fritz Walter
- Ottmar Walter
- Benny Wendt
- Taribo West
- Wolfram Wuttke
- Fereydoon Zandi
- Noureddine Daham
- Thomas Dooley
- Anthar Yahia
- Karim Matmour
- Chadli Amri

## Sponsors et équipementiers

### Sponsors
- 1970–1976 : Opel
- 1976–1979 : Campari
- 1979–1981 : Streif
- 1981–1984 : Portas
- 1984–1987 : Karlsberg
- 1987–1989 : Trigema
- 1989–1996 : OKI
- 1996–1998 : Crunchips
- 1998-2010 : Deutsche Vermögensberatung
- depuis 2010 : Allgäuer Latschen Kiefer

### Équipementiers
- 1987-1991 : Erima
- 1991-1994 : Uhlsport
- 1994-1999 : Adidas
- 1999-2004 : Nike
- 2004-2009 : Kappa
- 2009-2011 : Do you football
- 2011-2019 : Uhlsport
- 2019-2024 : Nike
- Depuis 2024 : Castore

## Autres sports
1.FC Kaiserslautern a aussi des sections dans d'autres disciplines : athlétisme, basket-ball, course à pied, boxe anglaise, handball, headis, hockey et triathlon.

### Basket-ball
La section basketball a été fondée en 1952.
L'équipe première a participé à la deuxième league allemande de 2002 à 2007. Lors de la saison 2014-15, les équipes premières masculines et féminines évoluent en quatrième division.

### Boxe anglaise
La section boxe anglaise existe depuis les temps du club prédécesseur FV Kaiserslautern. Les boxeurs plus fameux sont le médaillé d'argent des Jeux olympiques d'été de 1964 Emil Schulz, le médaillé de bronze des Jeux olympiques d'été de 1988 Reiner Gies et, avant son parcours professionnel, le champion d'Europe des Poids lourds Karl Mildenberger.

### Sections anciennes

#### Basket-ball en fauteuil roulant
L'équipe de basket-ball en fauteuil roulant du 1.FC Kaiserslautern a été fondée en septembre 2009 et inscrite dans la section de basket-ball de l'association. Entre 2013 et 2015, les FCK Rolling Devils ont constitué une section autonome. Depuis 2014, leur première èquipe participe à la première ligue fédérale.
En décembre 2015, 1.FC Kaiserslautern a annulé cette section.